# ハプログループA (mtDNA)
ハプログループA (mtDNA)（ハプログループA (ミトコンドリアDNA)、英: Haplogroup A (mtDNA)）とは、分子人類学で用いられる、人類のミトコンドリアDNAハプログループ（型集団）の分類のうち、ハプログループNを祖先に持ち「152, 235, 523-524d, 663, 1736, 4248, 4824, 8794, 16290, 16319」により定義されるものである。東アジア北部にて50000-30000年前に誕生した。

## 分布
下位系統のA2はチュクチ・カムチャツカ系民族とアメリカ先住民に高頻度に見られる。
その他の系統A(xA2)はそれほど高頻度でないが、アジアにおいて広くみられる。アジアでは、A(xA2)は特に、中国南西部、チベット人などのチベット・ビルマ系民族に比較的多く(6/65 = 9.2%, 25/216 = 11.6%, 11/73 = 15.1%)みられる。また朝鮮民族の約8.0%
、漢民族の約7.320%、日本人の約6.7%～6.86%（3.9% 平取町アイヌ、5.0% 東海、6.0% 北海道、6.6% 九州北部、6.7% 沖縄、6.8% 東京、6.95% 岐阜県立病院にて受診をした人、8.6% 東北）、モンゴル人の約6.36%が属す。ベトナム人、タタール人、トルコ人、ペルシャ人、タジク人 など、アジア大陸では広く見られるが、オーストロネシア系民族（マレー諸島）ではほとんど見られない。
現代日本に於けるハプログループAはA5a（A5をベースとして2156.1AとG4655AとC11647Tの変異を有するミトコンドリアDNA）が断然と多く、現代日本人全体の約4.0%を占めている。A5aは日本以外に韓国でも見られる。 現代日本で見られるハプログループAのサブクレードはかなり多様だがA5a以外の系統はおしなべて割合が小さく、その中で比較的多く見られるものはA3（0.6%）、A5c（0.4%）、A5b1a（0.4%）。

## 下位系統
- A (N+A235G+A663G+A1736G+T4248C+A4824G+C8794T+C16290T+G16319A)
  - A10 (A+T5393C+C7468T+G9948A+C10094T+A16227C)
    - A10a (A10+C544T) カナダ[21]（ケベック州[20]）、フランス[21]、アメリカ合衆国[21]（白人[20]）
    - A10b (A10+C64T) ロシア（チュヴァシ共和国等[21]）

  - A5 (A+A8563G+C11536T)
    - A5a (A5+T2150TA+G4655A+C11647T) 日本（4.0%[11]、東京都・愛知県等[20]）、韓国[20]、中国（漢族 0.157%[10]）
      - A5a1 (A5a+C14944T) 韓国[20]
        - A5a1a (A5a1+G10801A) 日本（東京都）、アメリカ合衆国、中国（河南省漢族1人・山東省漢族1人・江蘇省漢族1人・計0.014%[10]）
          - A5a1a1 (A5a1a+G5773A+T12880C) 日本[20]、韓国[20]
          - A5a1a2 (A5a1a+C8628T) 日本[20]
            - A5a1a2a (A5a1a2+T6956C) 日本（愛知県[20]）

          - A5a1a3 (A5a1a+C16296T) 日本（東京都等[20]）

        - A5a1b (A5a1+A16160G) 日本（東京都・愛知県[20]）、中国（上海市漢族1人・計0.0046%[10]）

      - A5a2 (A5a+T13461C) 日本（東京都・愛知県等[20]）
      - A5a3 (A5a+A12909G) アメリカ合衆国（黒人[20]）
        - A5a3a (A5a3+T15341C) 日本（東京都[20]）
          - A5a3a1 (A5a3a+A14118G) 日本（愛知県等[20]）

      - A5a4 (A5a+G10325A) 日本[20]、アメリカ合衆国[20]
        - A5a4a (A5a4+T10235C) 日本（愛知県等[20]）

      - A5a5 (A5a+C7694T) 日本[20]、韓国（ソウル[20]）、中国（ウイグル族[20]、遼寧省漢族1人・江蘇省漢族1人・計0.009%[10]）
        - A5a5a (A5a5+C16360T) 日本[20]

      - A5a6 (A5a+C16174T) 韓国[20]
      - A5a7 (A5a+C14425T) 中国[20]
      - A5a8 (A5a+T8598C) 韓国[20]
      - A5a9 (A5a+C13809T) 韓国[20]

    - A5b (A5+T961C) 中国（漢族 0.951%[10]）
      - A5b1 (A5b+G1709A+T16126C+A16235G)
        - A5b1a (A5b1+C10637T) 日本（東北・中部北陸・近畿・計0.4%[11]）、韓国（慶尚南道[20]）
          - A5b1a1 (A5b1a+A16235G) 日本（東京都[20]）、中国（天津市漢族1人・遼寧省漢族1人・上海市漢族1人・計0.014%[10]）
            - A5b1a1a (A5b1a1+G15806A)
              - A5b1a1a1 (A5b1a1a+A955AC) 日本（東京都[20]）、韓国[20]

          - A5b1a2 (A5b1a+A9545G) 日本[20]

        - A5b1b (A5b1+C16234T) 韓国[20]、中国（黒竜江省ダウール族[20]、漢族 0.397%[10]）
        - A5b1c (A5b1+T8260C) 中国（漢族 0.106%[10]）
          - A5b1c1 (A5b1c+T152C!+G5054C+A15442G) 台湾（ブヌン族・客家[20]）、中国（漢族 0.083%[10]）
            - A5b1c1a (A5b1c1+T961C) アメリカ合衆国[20]
              - A5b1c1a1 (A5b1c1a+G16235A!) 台湾（パイワン族[20]）、マレーシア[20]

        - A5b1d (A5b1+A11172G) 中国[20]（漢族 0.074%[10]）
          - A5b1d1 (A5b1d+A9016G) タイ王国（中部タイ人[20]）、ベトナム（タイー族[20]）、中国（貴州省漢族1人・広西チワン族自治区漢族1人・北京市漢族1人・河北省漢族1人・計0.018%[10]）

      - A5b2 (A5b+T13260C) 中国（漢族 0.226%[10]）
        - A5b2a (A5b2+G16000T)
          - A5b2a1 (A5b2a+A6254G) 中国（黒竜江省ダウール族・香港[20]）
          - A5b2a2 (A5b2a+A14903G)

        - A5b2b (A5b2+A8659G) 中国（トゥチャ族等[20]、漢族 0.097%[10]）

    - A5c (A5+T152C!+G16129A!+G16213A) 日本（東北地方等・計0.4%[11]、愛知県等[20]）、中国（バルガ族[20]、漢族 0.069%[10]）、ロシア[21]（ブリヤート・ハムニガン[20]）
      - A5c1 (A5c+C12816T) 日本[21]（北海道・東北・中部北陸・計0.3%[11]、千葉県・東京都・愛知県等[20]）

  - A8 (A+C16242T) コロンビア（デサノ族[20]）
    - A8a (A8+C64T+T146C!) 日本（東北・中部北陸・計0.2%[11]）、韓国[20]、中国（漢族 0.097%[10]、貴州省漢族・遼寧省[20]）
      - A8a1 (A8a+T152C!+G6962A+G8865A+A12777G) 中国（吉林省漢族1人・湖北省漢族1人・計0.009%[10]、ウイグル族[20]）
        - A8a1a (A8a1+A16066G) ロシア（ヤクート・ブリヤート[20]）、中国（バルガ族[20]）
          - A8a1a1 (A8a1a+G15301A!!) 中国（ウイグル族[20]）

        - A8a1b (A8a1+C16278T!) 中国（ウイグル族[20]）、アメリカ合衆国（ルイジアナ州[20]）
        - A8a1c (A8a1+A5811G) ウクライナ（ヴィーンヌィツャ州[20]）
          - A8a1c1 (A8a1c+C9318T) ポーランド[20]、ウクライナ（ヴィーンヌィツャ州[20]）

        - A8a1d (A8a1+T12705C) 中国（ウイグル族[20]）
          - A8a1d1 (A8a1d+A6663G) ハンガリー（今より約1135年前の人骨ERS9945283[20]）、セルビア（ベオグラード[20]）

        - A8a1e (A8a1+T7142C) 中国（新疆ウイグル自治区出土の今より約2600年前の人骨と今より約2160年前の人骨[20]）

      - A8a2 (A8a+A6779G)
        - A8a2a (A8a2+T15229C) ロシア（トファ人[20]）
          - A8a2a1 (A8a2a+A9007G) ロシア（ケット人[20]）

        - A8a2b (A8a2+G7762A) ロシア（トゥヴァ人[20]）、中国（バルガ族[20]）、ポーランド[20]
        - A8a2c (A8a2+T16290C!) パキスタン（コー人[20]）
          - A8a2c1 (A8a2c+C15007A) パキスタン（コー人[20]）

    - A8b (A8+T12175C) ロシア（カムチャツカ地方コリャーク[20]）

  - A-a (A+T152C!)
    - A11 (A+C9650T+A16293C) 中国（漢族 0.286%[10]）、日本（北海道・東北・中部北陸・計0.2%[11]）
      - A11a (A11+T1005C+G6755A+T8843C) 中国（甘粛省漢族1人・黒竜江省漢族1人・河北省漢族2人・計0.018%[10]）、ネパール、インド、マレーシア
      - A11+C16234T 中国（チベット自治区[20]）
        - A11b (A11+C16234T+T3290C+C16527T) 中国（広西チワン族自治区漢族1人・雲南省漢族1人・四川省漢族3人・安徽省漢族1人・河北省漢族1人・計0.032%[10]、ウイグル族・雲南省漢族[20]）
          - A11b1 (A11b+C3204T) 中国（ナシ族・チャムド市チベット族等[20]）
          - A11b2 (A11b+T8843C) 中国（ティンリ県チベット族[20]）

      - A11c (A11+C13650T!) 中国[20]
      - A11d (A11+C16184T) 日本（東京都[20]）、韓国[20]、中国（陝西省漢族1人・湖南省漢族1人・計0.009%[10]）

    - A3 (A+T2857C+A8962G+C9711T) 日本（東北・中部北陸・近畿等・計0.6%[11]、東京都等[20]）、韓国[20]、アメリカ合衆国[20]、中国（吉林省漢族1人・安徽省漢族1人・上海市漢族1人・四川省漢族1人・計0.018%[10]）
      - A3a (A3+A13140G) 日本（北海道・東北・中部北陸・計0.2%[11]、東京都・愛知県等[20]）

    - A7 (A+A16051G+T146C!) 中国[20]（漢族 0.097%[10]）
      - A7a (A7+G10172A) 日本（東京都等[20]）
      - A7b (A7+C12411T) 中国（チベット自治区ローバ族[20]）
        - A7b1 (A7b+T4314A) 中国（チベット自治区ローバ族[20]）
        - A7b2 (A7b+T9128C) 中国（チベット自治区ローバ族・モンパ族[20]）

    - A+T16362C
      - A+T16362C* 日本[20]（東北・関東甲信越・中部北陸・計0.2%[11]）、韓国[20]、中国（河南省漢族・河北省・内モンゴル自治区バルガ族等[20]）、カザフスタン[20]
      - A1 (A+T152C!+T16362C+G1442A) 日本（中部北陸等・計0.2%[11]）
        - A1a (A1+G9713A+T16249C) 日本[21]（関東甲信越・計0.1%[11]、愛知県[20]）、中国（タシュクルガンタジク自治県サリコリタジク人[20]）、スリランカ[21]、イタリア[21]
          - A1a1 (A1a+T4928C) モンゴル[21]、ロシア[21]
            - A1a1a (A1a1+G235A!) ロシア（アルタイ人[20]）、中国（黒竜江省ダウール族[20]）
              - A1a1a1 (A1a1a+T9756G) ロシア（ブリヤート[20]）、中国（モンゴル族[20]）

            - A1a1b (A1a1+G15043A) ロシア（ブリヤート[20]）、中国（バルガ族[20]）
              - A1a1b1 (A1a1b+C9776T) ロシア（ブリヤート[20]）、中国（バルガ族[20]）

          - A1a2 (A1a+G9477A) ロシア（バシキール人・ノヴゴロドロシア人[20]）、イラン（トルクメン人[20]）
          - A1a3 (A1a+A1299G) ウクライナ（ドネツィク州出土の今より約700年前の人骨UKR074[20]）、ギリシャ[20][21]、アルバニア[21]、イタリア[21]、ドイツ[21]、イギリス[20][21]、アメリカ合衆国[20][21]
          - A1a4 (A1a+G1007A) トルコ（イズミル[20]）

        - A1b (A1+T471C) 韓国[20]、日本[20]

      - A15 (A+T152C!+T16362C+G207A+G263A+A8459G+T16111C!) 中国[20]
        - A15+C14067T 日本（中部北陸等・計0.3%[11]）
          - A15a 中国（漢族 0.632%[10]、ナクチュ市チベット族・ティンリ県チベット族・ウイグル族・モンゴル族・四川省[20]）、台湾[20]
            - A15a1 (A15a+A11974G) 台湾[20]、タイ王国（ヤオ族[20]）、オーストラリア[20]
            - A15a2 (A15a+C959T) 中国[20]
            - A15a3 (A15a+A188G) 中国[20]、シンガポール[20]
            - A15a4 (A15a+C12363T) 中国（福建省漢族2人・陝西省漢族1人・湖南省漢族1人・湖北省漢族1人・計0.023%[10]）
            - A15a5 (A15a+T15984C) 日本（東京都[20]）、中国[20]

          - A15b 日本（北海道・東北・中部北陸・計0.2%[11]）、中国（漢族 0.060%[10]）
          - A15c (A15+T15262C) 中国[20]、カザフスタン（今より約1250年前の人骨ERS2374414[20]）
            - A15c1 (A15c+A9052G+T13111C+A15924G) 中国（遼寧省[20]）
              - A15c1a (A15c1+T4216C) ネパール[20]
                - A15c1a1 (A15c1a+A15924G) ネパール及びチベット（シェルパ[20]）

              - A15c1b (A15c1+A153G) 中国（ナシ族・ウイグル族等[20]）、ネパール[20]

            - A15c2 (A15c+G3849A) 中国（北京市漢族等[20]）

      - A16
      - A18
      - A19
      - A2 アメリカ大陸先住民
      - A20 (A+T152C!+T16362C+A14696G) 日本[20]（東北地方・計0.1%[11]）、中国（陝西省漢族1人・河南省漢族1人等・計0.032%[10]）
        - A20a (A20+C16148T) 中国[21]（遼寧省漢族1人・浙江省漢族2人・広東省漢族1人・江蘇省漢族1人・計0.023%[10]）、台湾[20]

      - A21
      - A22
      - A24
      - A25
      - A26
      - A6 (A+T16362C+T654C+C3687T+C13287T) 韓国[20]、中国（チベット自治区出土の今より約3262年前の人骨１体と今より約1800年前の人骨１体・現代僜人[20]）
        - A6a (A6+A4257G) 中国（武漢市漢族[20]）
          - A6a1 (A6a+C64T) 中国（漢族[20]）
            - A6a1a (A6a1+T5628C) 中国（土家族[20]）

        - A6b (A6+A8531G+T15670C) 中国（チベット自治区出土の今より約2573年前の人骨OQ707205.1ことSila_M1001T[20]）
          - A6b1 (A6b+T6707C) 中国（チベット自治区出土の今より約1500年前の人骨OQ707210.1ことZhangcun_M2_20・現代のチャムド市チベット族[20]）、インド（ラダック[20]）
            - A6b1a (A6b1+C114T) 中国（チベット自治区シェルパ[20]）

        - A6c (A6+A9705G) 中国（チベット自治区ローバ族・メンパ族[20]）
        - A6d (A6+C16239T) 中国（新疆ウイグル自治区出土の紀元前１千年紀頃の人骨５体[20]）

      - A+A200G
        - A+A200G* 日本[20]（北海道・東北・中部北陸・計0.2%[11]）、韓国[20]、インド（ラダック[20]）、パラグアイ（アルトパラナ県[20]）
        - A13 (T3504C) 中国（漢族 0.198%[10]）
          - A13a (A13+A13780G) 中国（湖北省漢族2人等・計0.018%[10]）
            - A13a1 (A13a+G9804A) 中国[20]（広東省漢族1人・浙江省漢族1人・計0.009%[10]）
              - A13a1a (A13a1+A9091G) タイ王国（北部タイ人・中部タイ人[20]）、中国[20]

            - A13a2 (A13a+T7692C)

          - A13b (A13+T16124C) 中国（漢族 0.120%[10]）
            - A13b1 (A13b+T12131C) 台湾[20]、中国（新疆ウイグル族[20]）
            - A13b2 (A13b+T15672C) 中国（漢族 0.051%[10]）
              - A13b2a (A13b2+T3150C)
                - A13b2a1 (A13b2a+T8756C) タイ王国（ラフ族[20]）、中国（ラフ族等[20]）、ベトナム（Phu La族[20]）
                  - A13b2a1a (A13b2a1+T11809C) タイ王国（リス族[20]）、中国（ナシ族[20]）
                    - A13b2a1a1 (A13b2a1a+C5499T) タイ王国（リス族[20]）

                - A13b2a2 (A13b2a+T13635C) 中国（湖南省漢族[20]）

        - A14 (C151T+A735G) 中国（新疆ウイグル自治区出土の今より約2180年前の人骨１体・現代の新疆ウイグル族等[20]、雲南省普洱市ワ族・徳宏トーアン族[22]、漢族 0.614%[10]）、ロシア（トゥヴァ共和国バイタル村トゥヴァ人・ブリヤート共和国[20]）、タイ王国（ムアンロッブリー郡Mon族[20]）、ミャンマー（チン族8.0%・ビルマ族2.8%・ラカイン族2.0%・計3.8%[22]）
          - A14a (A14+T6671C) 中国[20]（河北省漢族1人・計0.0046%[10]）、シンガポール[20]
          - A14b (A14+G7805A) ロシア（アルタイ人[20]）、中国[20]（漢族 0.060%[10]）
            - A14b1 (A14b+G1598A) 中国（甘粛省漢族・湖南省漢族[20]、青海省漢族1人・浙江省漢族1人・計0.009%[10]）、トルコ[20]

          - A14c (A14+A16463G) 中国（漢族 0.143%[10]、新疆ウイグル族等[20]）
            - A14c1 (A14c+C16176T) 中国[20]

          - A14d (A14+C16264T) 中国[20]（漢族 0.065%[10]）
          - A14e (A14+C182T!!) タイ王国（中部タイ人[20]）
            - A14e1 (A14e+T8975C) タイ王国（チエンマイ県ラワ族[20]）

          - A14f (A14+C16365T) 中国（新疆ウイグル族[20]、四川省漢族1人・浙江省漢族1人・計0.009%[10]）
          - A14g (A14+A12004G) キルギス[20]、中国（アルトゥシュ市キルギス族・新疆ウイグル族[20]）
          - A14h (A14+C3363T)
          - A14i (A14+T12519C)
          - A14j (A14+C16256T)
          - A14k (A14+G6734A) 中国（四川省漢族1人・計0.0046%[10]）
          - A14l (A14+T12705d)

        - A+A200G+A7298G
        - A+A200G+A10750G
        - A+A200G+T10882C
        - A+A200G+G8251A
        - A+A200G+T13602C

      - A+T16189C!
      - A+G3834A
      - A+G16125A
      - A+A6890G
      - A+A9033G
      - A+G11914A!
      - A+T8686C
      - A+A10967G
      - A+T9126C
      - A+T3732C
      - A+G3483A
      - A+C9317T
      - A+C7493T
      - A+A4243G
      - A+T10275C
      - A+A16525C
      - A+T5794C

| ヒトのミトコンドリアDNAハプログループの系統樹 |                          |    |    |    |    |     |    |    |    |    |    |    |    |    |    |    |    |    |    |    |   |   |   |   |   |    |    |   |   |   |   |  |  |  |  |  |  |
|                                               | ミトコンドリア・イブ (L) |    |    |    |    |     |    |    |    |    |    |    |    |    |    |    |    |    |    |    |   |   |   |   |   |    |    |   |   |   |   |  |  |  |  |  |  |
| L0                                            | L1                       | L5 | L2 | L6 | L4 | L3  | L3 | L3 | L3 | L3 | L3 | L3 | L3 | L3 | L3 | L3 |    |    |    |    |   |   |   |   |   |    |    |   |   |   |   |  |  |  |  |  |  |
| L0                                            | L1                       | L5 | L2 | L6 | L4 |     |    |    |    |    | M  | M  | M  | M  | M  |    | N  | N  | N  | N  | N |   |   |   |   |    |    |   |   |   |   |  |  |  |  |  |  |
| L0                                            | L1                       | L5 | L2 | L6 | L4 | M7  |    | M8 | M8 |    | M9 |    | D  | G  | Q  | N1 |    | N2 |    | N9 |   | A | O | S | X |    | R  | R | R | R | R |  |  |  |  |  |  |
| L0                                            | L1                       | L5 | L2 | L6 | L4 | M7a | C  | Z  | E  | I  | W  | Y  | D  | G  | Q  | R0 | R0 |    | R9 |    | B | A | O | S | X | JT | JT | P | U |   |   |  |  |  |  |  |  |
| L0                                            | L1                       | L5 | L2 | L6 | L4 | M7a | C  | Z  | E  | I  | W  | Y  | D  | G  | Q  | HV | HV | F  | J  | T  | B | A | O | S | X | K  |    | P |   |   |   |  |  |  |  |  |  |
| L0                                            | L1                       | L5 | L2 | L6 | L4 | M7a | C  | Z  | E  | I  | W  | Y  | D  | G  | Q  | H  | V  | F  | J  | T  | B | A | O | S | X | K  |    | P |   |   |   |  |  |  |  |  |  |